# Saint-Jean-de-Passy
Saint-Jean-de-Passy est un établissement d'enseignement privé catholique sous contrat d'association avec l'État dans le 16e arrondissement de Paris.
Réputé pour son excellence académique, notamment pour ses résultats au baccalauréat et aux concours d'entrée aux grandes écoles, l'établissement accueille des élèves des classes maternelles, élémentaires, du collège, du lycée général et des classes préparatoires économiques et commerciales.
Créé en 1839 par les Frères des écoles chrétiennes, l'établissement est initialement, à la suite de la suppression des écoles congréganistes, baptisé « Pensionnat de Passy ». Confié à la tutelle du diocèse de Paris en 1911, l'établissement adopte en 1934 le patronage de saint Jean l'Évangéliste, en l'honneur du cardinal Verdier, bienfaiteur et protecteur de l'école.
La devise de l'école, « Labor et dilectio », est formulée par l'abbé Linder, directeur du pensionnat de Passy entre 1919 et 1926.

## Histoire

### Le Pensionnat de Passy (1839-1905)
Créés par saint Jean-Baptiste de La Salle au XVIIIe siècle, les Frères des écoles chrétiennes, supprimés par la Révolution française, sont rétablis en 1803 et se consacrent alors principalement à l'enseignement primaire. Bénéficiant de la liberté d'enseignement garantie par la Charte constitutionnelle de 1830, les frères développent leur apostolat d'enseignement. Béziers voit s'ouvrir un premier pensionnat en 1831, puis à Paris, en 1835, au 165, rue du Faubourg-Saint-Martin. Devant la demande croissante de familles parisiennes et la nécessité de trouver de nouveaux locaux, la Congrégation acquiert une partie du sud de l'hôtel de Valentinois en 1838 et y ouvre, le 8 avril 1839, le « Pensionnat de Passy » sous la direction du frère Théotique.

### La «Société anonyme d'enseignement libre» (1905-1911)
La loi de séparation des Églises et de l'État, promulguée en 1905, occasionne l'exil des frères en Belgique et le déplacement de leur pensionnat à Froyennes. Une association de familles, sous l'impulsion de Gabriel Jossier, décide d'assurer la pérennité de l'enseignement religieux sous une forme laïque. La « Société anonyme d'enseignement libre - Association des pères de famille » assure, dans l'exil des frères, la continuité de l'enseignement dispensé dans le pensionnat de Passy.

### Le «Pensionnat diocésain de Passy» (1911-1933)
En 1911, le Conseil d'administration décide une réforme importante. Les liens avec les frères en exil en Belgique s'étant affaiblis et des investissements importants s'avérant nécessaire, ils confient à l'archevêque de Paris Léon Adolphe Amette la tutelle de l'établissement, qui changea de nom pour s'appeler désormais le « pensionnat diocésain de Passy ».
La Première Guerre mondiale surprend le pensionnat à nouveau en plein essor, qui paiera aussi, par ses anciens élèves et ses professeurs, son tribut de « morts pour la France » (près de 400 anciens et 7 professeurs). L'abbé Linder, directeur de l'établissement de 1919 à 1926, contribue fortement au développement de l'école.

### Saint-Jean-de-Passy (depuis 1933)
Le bail des bâtiments qui accueillent l'école expirant, l'archevêque de Paris Jean Verdier, décide de se montrer garant du futur de l'école. Sous son impulsion, le diocèse est représenté au conseil d'administration. Pour manifester ce nouvel élan et à la demande du cardinal, le pensionnat est désormais rebaptisé « Saint-Jean de Passy ».
Jusqu'à la Seconde Guerre mondiale, les effectifs restent stables, autour de 500 élèves dont 130 internes.
Durant l'été 1943, l'archevêque de Paris, Emmanuel Suhard, nomme l'abbé Jean Brault, directeur de l'établissement, à charge pour lui de faire fonctionner l'école malgré les difficultés constantes de l'Occupation. Plusieurs anciens élèves paieront de leur vie la campagne de Libération du pays. Une plaque inaugurée en 1948 rappelle les noms des 36 morts pour la France, dont André Zirnheld, auteur de la Prière du para.
La période de l'après guerre voit le nombre des élèves tripler, pour atteindre presque 1500 en 1960. C'est à cette époque d'André Revaux, professeur de musique de l'école, fonde en 1957 la manécanterie des Petits chanteurs de Passy. L'année suivante, en 1958, le curé de Notre-Dame d'Auteuil est désireux d'ouvrir une école primaire sur le site de l'hôtel Puscher et demande au chanoine Brault d'en prendre la direction. À la rentrée 1958, quatre classes ouvrent au « Petit Saint-Jean d'Auteuil ». La proportion croissante du nombre de Parisiens parmi les élèves conduit à la fermeture de l'internat en 1959.
À partir des années 1980, l'école connaît plusieurs évolutions importantes : l'ouverture à la mixité au primaire en 1981 et la création de classes préparatoires économique (voie scientifique) en 1989, sous l'impulsion du nouveau supérieur, l'abbé Ponsard. En 1993, la direction de l'école devient totalement laïque, partagée alors entre Jean-Marie Plaud, directeur coordonnateur et Régis de la Rivière, qui assure la direction du collège et du lycée.
En 2001, la mixité monte au collège. Le mouvement, initié par le supérieur de l'époque, l'abbé Patrick Chauvet, prévoit une mixité partielle : des classes non-mixtes au collège, et à partir de 2006, des classes mixtes au lycée.
Amorcé dès les années 1990, le projet de fusion avec le collège Notre-Dame-de-Grâce est effectif à la rentrée 2011. Une pédagogie différente est alors mise en place pour ce collège, qui accueille des élèves nécessitant un accompagnement renforcé dans les études.
À la rentrée 2024, en association avec l'Institut catholique de Paris et la prépa de Stanislas, l'établissement propose un bachelor en sciences politiques.

## Organisation
L'établissement a un statut de société de gestion avec conseil d'administration (SIREN : 775 688 047). Depuis le 31 août 2018, par délégation de la SA, l'enseignement s'organise dans un cadre associatif, celui de l'association Saint-Jean-de-Passy.
Il enseigne la méthode mathématique de Singapour pour les classes de maternelle et primaire, propose des ateliers théâtre à partir de la maternelle, des cours de culture humaniste au début du collège et un concours d'éloquence au lycée.

### Direction

#### Directeurs du pensionnat de Passy (1839-1905)
- Frère Théotique : 1839-1855
- Frère Libanos : 1855-1883
- Frère Albert-Marie : 1883-1894
- Frère Auguste-Hubert : 1894-1905

#### Directeurs de la SAEL - Association des pères de famille (1905-1911)
- Jean-Jacques Reinert : 1905-1911

#### Supérieurs du pensionnat (1911-1933)
- Gustave JeanJean : 1911-1919
- Eugène Linder : 1919-1926
- Louis Guedon : 1927-1933

#### Supérieurs de Saint-Jean de Passy (1933-1992)
- Louis Guedon : 1933-1943
- Jean Brault : 1943-1961
- Marcel Nibault 1961-1979
- Philippe Breton : 1979-1987
- Daniel Ponsard : 1987-1991
- Jean-Marc Vaillant : 1991-1992

##### Chefs d'établissement coordinateur de Saint-Jean de Passy (depuis 1993)
- Jean-Marie Plaud : 1993-1999
- Patrick Chauvet : 1999-2002
- Jean-Marie Plaud : 2002-2004
- Régis de la Rivière : 2004-2009
- Marie-Odile Idrac : 2009-2015
- François-Xavier Clément : 2015-2020
- Daniel Chapellier : 2020-2021[11]
- Nathalie Doucet Ferrant (intérim) : avril-juin 2020 et avril-juin 2021
- Alexandrine Lionet : depuis septembre 2021

## Effectifs

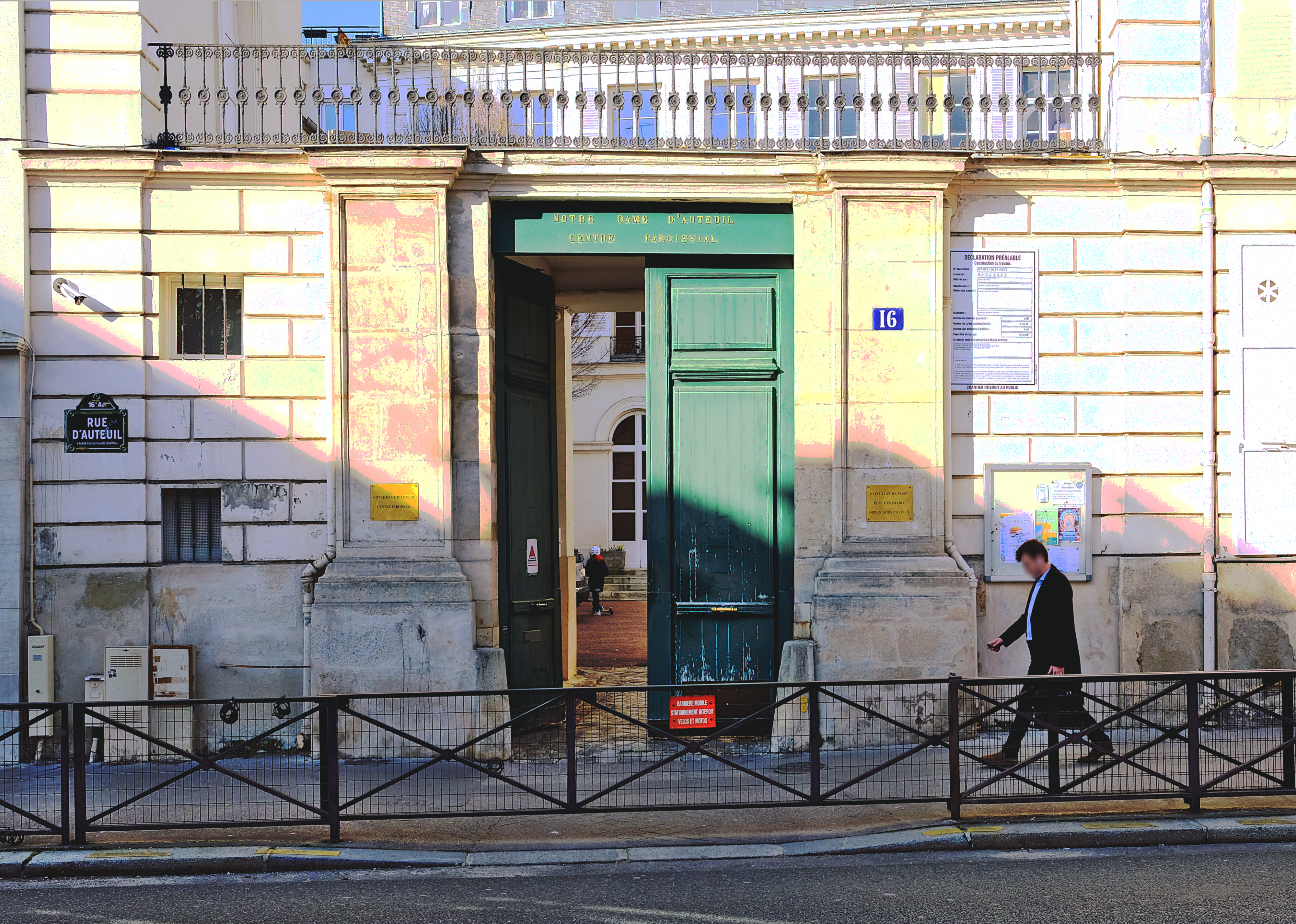
Rue d'Auteuil (n°16 : école Saint-Jean-de-Passy).

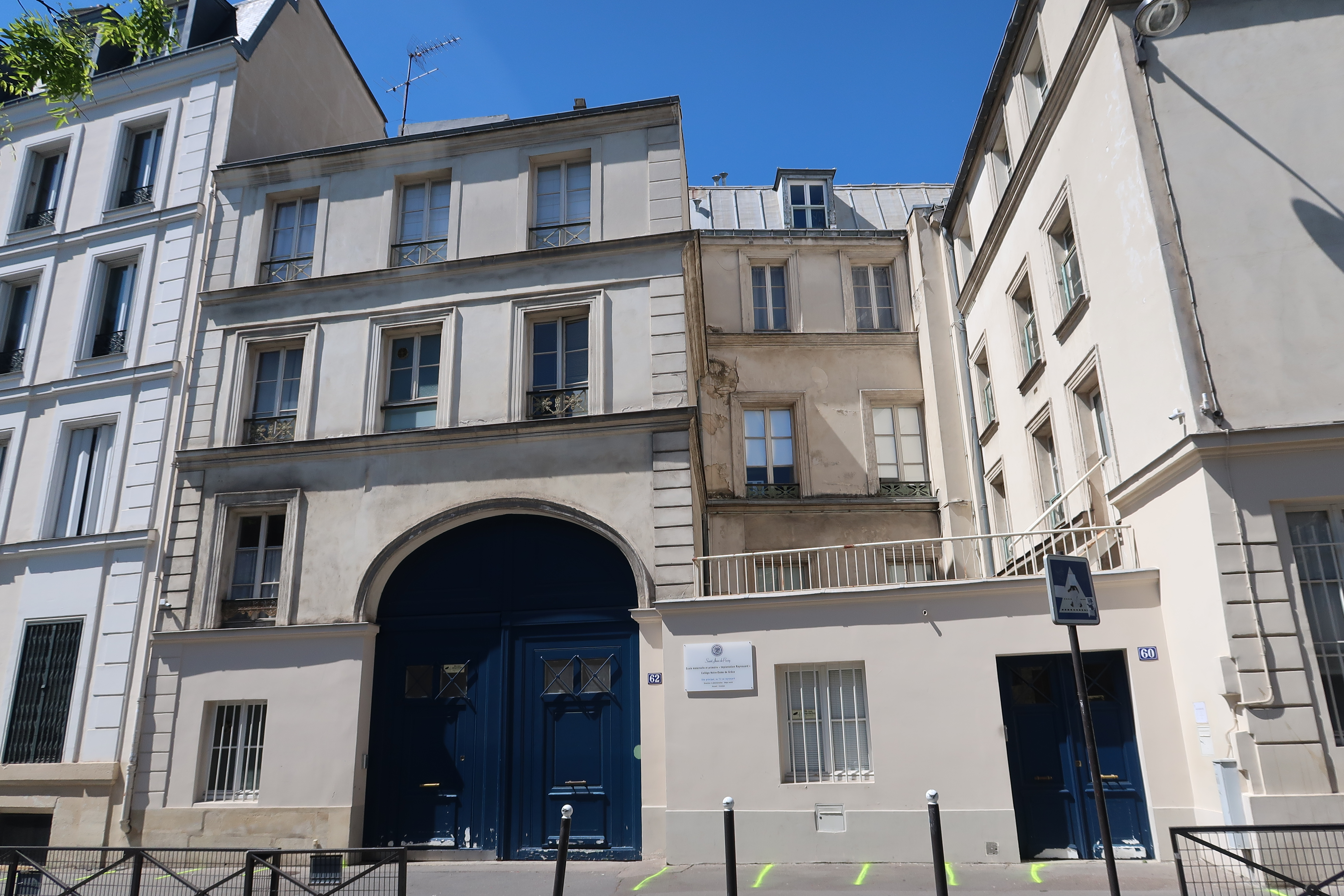
Le site du 62 rue Raynouard.

En 2015, l'établissement comptait 2 803 élèves répartis sur quatre sites (le « Petit Saint-Jean » au numéro 16 de la rue d'Auteuil, le « Grand Saint-Jean » au numéro 72 de la rue Raynouard, l'« implantation Raynouard » de l'école maternelle et primaire et Notre-Dame-de-Grâce au numéro 62, et le site du cycle terminal au numéro 63 de la même voie), dont :
- 1 095 écoliers ;
- 1 044 collégiens (dont 262 à Notre-Dame-de-Grâce) ;
- 529 lycéens ;
- 135 élèves de classes préparatoires.

Cela représente environ mille neuf cents familles.
L'établissement compte environ 250 professeurs et cadres éducatifs. L'effectif administratif est de l'ordre de cent cinquante.

## Classements
En 2015, le lycée fut classé 35e du département (sur 109) et 329e de France par L'Express, en proportion du taux de réussite de ses élèves au baccalauréat, du nombre d'élèves de première l'ayant obtenu en ayant été scolarisés dans l'établissement au cours des deux dernières années, et d'une « valeur ajoutée » tenant compte de l'origine sociale des élèves, de leur âge et de leurs résultats au diplôme national du brevet.
En 2016, le lycée fut classé 7e de France par Le Figaro Étudiant à raison du nombre de mentions « Très bien » obtenues par ses élèves à l'examen du baccalauréat. En 2017, 98 % des élèves du lycée obtiennent une mention au baccalauréat, selon ce critère Saint-Jean-de-Passy est alors classé 6e meilleur lycée de France devant notamment Henri-IV ou Louis-le-Grand, l'établissement est cependant devancé par son éternel rival : le lycée Saint-Louis de Gonzague qui obtient un taux de mentions de 100 %.
En 2017, L'Étudiant classe l'établissement 18e de France par le taux d'admission de ses élèves aux concours d'entrée à l'École des hautes études commerciales de Paris, l'ESCP et l'ESSEC de 2016, de 23.4 %.
En 2019, Le Figaro Étudiant classe le lycée 3e de France en fonction du taux de réussite au bac 2018, de la structure des mentions au bac et de la capacité à faire progresser les élèves.
En 2020, Le Figaro classe le l'établissement 7e de France pour les classes préparatoires aux grandes écoles ECS, avec un taux d'admission de ses élèves au « Top 5 » (HEC, ESSEC, ESCP, EDHEC, EM Lyon) de 67,2 %.
En 2023, à la suite de la fusion des ECS et ECE en une seule filière ECG, les nouveaux classements de cette année là sont : 
L'Étudiant classe l'établissement 11e pour l'intégration dans le « Top3 » et 10e pour l'intégration à HEC.
Ainsi que Le Figaro, qui le classe aussi 10e des prépas ECG.

## Personnalités liées à l'établissement
- André Zirnheld
- Bernard Chevignard
- Henri Rendu (militaire)
- Marcel Jouhandeau
- Paul Gadenne
- Jean de Gaulle
- Nino Ferrer
- Laurent Lafitte
- Nicolas Hulot
- Bernard Rapp

## Chorale
André Revaux, surveillant et professeur de musique au sein du collège, y créa en 1956 une manécanterie, les Petits Chanteurs de Saint-Jean-de-Passy. Constituée en association dans les années 1970, elle est depuis 2008 indépendante de l'établissement et s'appelle désormais « Les Petits Chanteurs de Passy ».

## Polémique

### Tensions dans la communauté éducative (2018)
En 2018, deux tiers des professeurs des classes préparatoires adressent une lettre à la direction diocésaine de l’enseignement catholique de Paris après la procédure de licenciement engagée contre un membre du corps enseignant. La polémique s'inscrit dans un climat de remous devant les initiatives du directeur et la crainte d'une « inflexion de l'esprit d'ouverture » de l'école.

## Affaires judiciaires

### Agressions sexuelles (2008)
En 2009, le chef de chœur de la chorale des Petits Chanteurs de Passy, Emmanuel Marchand, est condamné à cinq ans de prison ferme pour agressions sexuelles commises sur quatre de ses élèves.

### Allégations de harcèlement moral (2020)
Début 2020, pour la première fois dans l'histoire du lycée, son directeur, François-Xavier Clément, est mis à pied le 14 avril 2020, s’appuyant sur un audit commandé par le directeur diocésain et le conseil d'administration de l'établissement, pointant des « pratiques managériales dysfonctionnelles portant atteinte à la santé et à la sécurité physique et psychique des collaborateurs », reposant sur l’« intimidation », la « violence verbale », l’« ostracisation », l’« isolement » et le « dénigrement ». Certains reprochent aussi à François-Xavier Clément d'avoir restauré le port de l'uniforme pour les collégiens en 2017 ou de vouloir remettre la foi au cœur du projet éducatif (messes plus nombreuses, chapelets proposés aux élèves, installation d'une statue de la Vierge dans la cour, etc.). Une pétition a cependant été lancée pour le soutenir, recueillant plus de 5 200 signatures, ses défenseurs soulignant la hausse des résultats scolaires depuis son arrivée en 2014 (66 % de mentions très bien au bac) ou s'étonnant que l'on reproche à un directeur de lycée catholique d'être trop catholique. Un second cabinet d’audit conduit aux mêmes conclusions. Le 12 mai, l'archevêque de Paris Michel Aupetit confirme le 12 mai 2020 le licenciement du directeur pour faute. Une enquête est ouverte pour présomption de harcèlement moral ; une cinquantaine de protagonistes pourraient être entendus. Les accusateurs de l'ancien directeur brossent le portrait d'un dirigeant tyrannique[réf. souhaitée], tandis que le porte parole des « collectifs de Saint-Jean-de-Passy » demande sa réintégration,.
Les enquêtes préliminaires sur l’ancien chef d’établissement et son ex-préfet sont classées sans suite en novembre 2020,,.

### Allégations d'agression sexuelle (2020-2021)
Le 19 juin 2020, Daniel Chapellier, ancien directeur du collège de Juilly (Seine-et-Marne) puis du collège Stanislas (Paris), est nommé directeur de Saint-Jean par intérim. Mi-février 2021, il est mis en examen pour agression sexuelle sur mineur. Placé en garde à vue quarante-huit heures puis remis en liberté sous contrôle judiciaire, il nie les faits qui lui sont reprochés, mais de nombreuses accusations sont rapportées par les journalistes de France Télévisions, et il est aussi mis en cause par d'anciens élèves du collège de Juilly. À l'occasion de l’enquête, les policiers découvrent que Daniel Chapellier était également assesseur au tribunal pour enfants. Il est débouté de sa requête pour contester sa mise en examen, et renvoyé devant le tribunal correctionnel de Nanterre ; il est condamné en juin 2025 à cinq ans de prison avec sursis, et fait appel.
Nathalie Doucet-Ferrand lui succède par intérim, tandis qu'Alexandrine Lionet, alors à la tête du lycée Paul-Claudel-d'Hulst, est annoncée comme future directrice à partir du mois de septembre 2021.